# Iodeto de hidrogénio
O iodeto de hidrogênio (HI) é uma molécula diatómica. Quando se encontra no estado aquoso, este composto é conhecido por ácido iodídrico, um ácido forte. O iodeto de hidrogênio (português brasileiro) ou hidrogénio (português europeu) e o ácido iodídrico tem, contudo, diferentes comportamentos: à temperatura ambiente, um é gasoso e o outro é aquoso. O composto HI é utilizado na síntese de iodo e como agente redutor.

## Propriedades do iodeto de hidrogénio
HI é um gás incolor que reage com o oxigénio formando água e iodo. Reagindo com ar úmido, o composto liberta vapores de ácido iodídrico. Esta substância é especialmente solúvel em água, originando o ácido iodídrico. Um litro de água dissolve 425 litros de HI, tendo a solução final apenas quatro moléculas de água por molécula de HI.

### Ácido Iodídrico
Tal como referido anteriormente, apesar de relacionados quimicamente, o ácido iodídrico não é HI, é o produto da reação deste composto com a água. O ácido iodídrico comercializado contém geralmente de 48% a 57% de HI. A solução forma um azeótropo, sendo o ponto de ebulição 127 °C a 57% de HI e 43% de água. O ácido iodídrico é um dos mais fortes dos ácidos halogênios comuns, apesar de a eletronegatividade do iodo ser menor que a dos halogênios comuns. O elevado nível de acidez é causado pelo fato de a carga iônica se encontrar dispersa pelo ânion (fato derivado do tamanho bastante grande do íon iodeto). Por contraste, um íon cloreto é muito menor, o que significa que a sua carga estará mais concentrada, o que leva a uma maior interação entre o próton e o íon cloreto. Esta interação H+---I− mais fraca facilita a dissociação do próton.
HI(g) + H2O(l) ⇌ H3O+(aq) + I–(aq)           (Ka ≈ 1010)
HBr(g) + H2O(l) ⇌ H3O+(aq) + Br–(aq)       (Ka ≈ 109)
HCl(g) + H2O(l) ⇌ H3O+(aq) + Cl–(aq)       (Ka ≈ 108)

## Preparação
A preparação industrial de HI envolve a reacção de I2 com hidrazina.
2 I2 + N2H4 → 4 HI + N2
O iodeto de hidrogénio pode ser destilado de uma solução de NaI ou outro iodeto alcalino em ácido fosfórico concentrado (nota: o ácido sulfúrico não acidifica iodetos pois oxida o iodeto, transformando-o em iodo elementar).
HI pode também ser preparado pela simples combinação de H2 e I2. Este método é geralmente utilizado para gerar amostras de alto grau de pureza.
H2 + I2 → 2 HI
Durante muitos anos, esta reacção era considerada uma simples interacção bimolecular entre moléculas de H2 e I2, contudo, quando uma mistura de gases é irradiada com uma luz de comprimento de onda igual ao da energia de dissociação do I2, cerca de 578 nm, a velocidade aumenta significativamente. Este facto suporta o mecanismo segundo o qual o I2 se dissocia primariamente em dois átomos de iodeto que se ligam a um átomo de H2 e quebram a ligação H -- H:
H2 + I2 + radiação (578 nm) → H2 + 2 I → I - - - H - - - H - - - I → 2 HI
No laboratório, outro método envolve a hidrólise de PI3, o equivalente iodeto de PBr3. Neste método, o I2 reage com fósforo formando tri-iodeto de fósforo que posteriormente reage com água formando HI e ácido fosforoso.
3 I2 + 2 P + 6 H2O → 2 PI3 + 6 H2O → 6 HI + 2 H3PO3

## Reações chave e aplicações
- Tal como HBr e HCl, HI pode ser adicionado a alcenos:[5]

HI + H2C=CH2 → H3CCH2I
- HI reduz certas cetonas e álcoois α-substituídos substituindo o substituinte α com um átomo de hidrogênio.[5][6]